# Meerssen

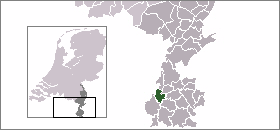
läge i Limburg

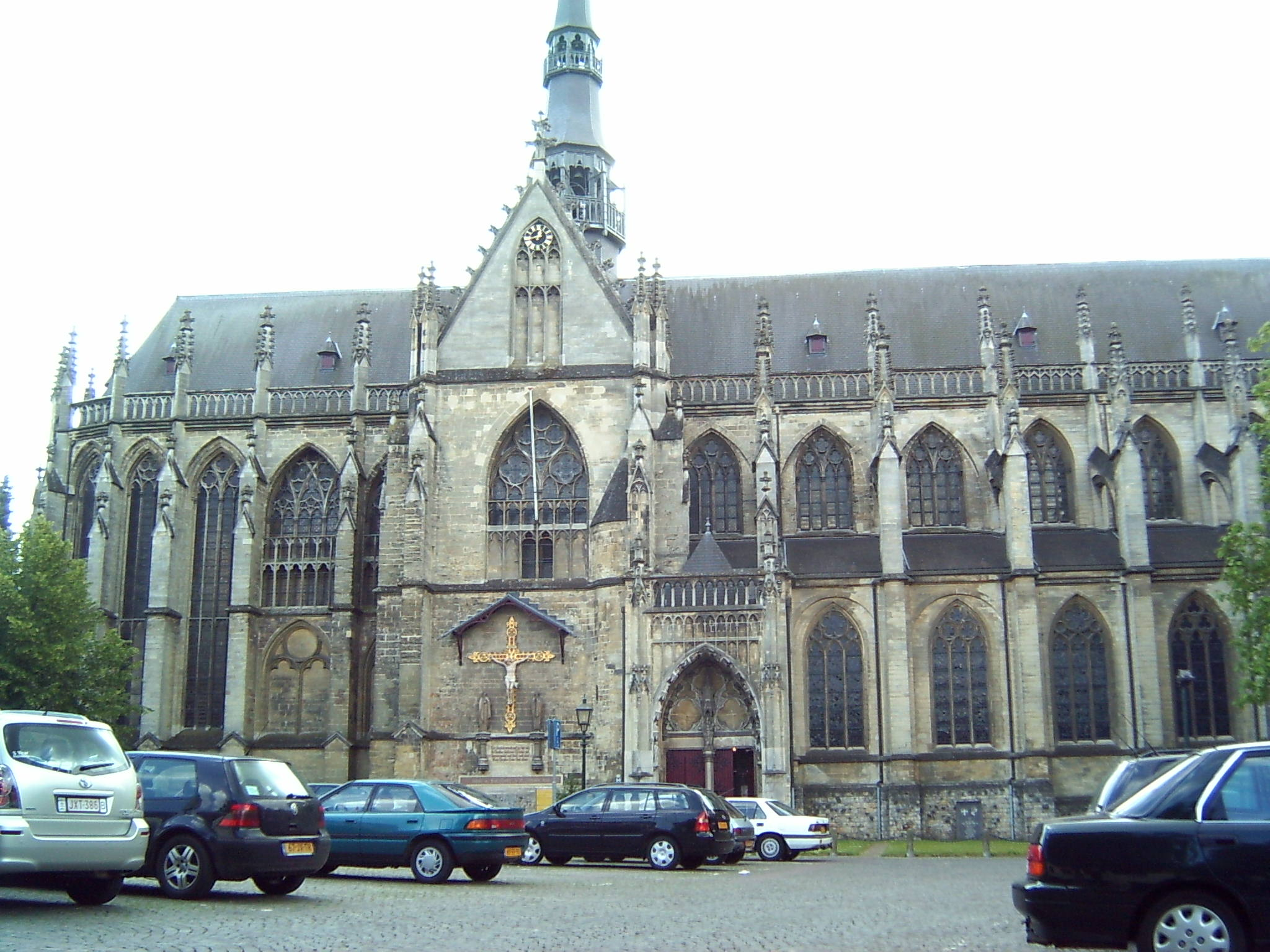
Basilikan i Meerssen

Meerssen är en kommun i provinsen Limburg i Nederländerna. Meerssen ligger nära gränsen till Belgien. Kommunens totala area är 27,71 km² (där 0,56 km² är vatten) och invånarantalet är på 19 862 invånare (2005).
Meerssen är berömt för det fördrag som 870 slöts där, vilket ledde till att frankerriket tudelades.